# Оксидація за Работтомом
Оксидація за Работтомом (рос. окисление Работтома, англ. Rubottom oxidation) — оксидація силіленольних етерів м-хлорпербензойною кислотою (m-CPBA) до α-гідроксикетонів.